# La Cristalina (Meta)
La Cristalina es un centro poblado bajo jurisdicción del municipio de Puerto Gaitán, en el departamento del Meta, Colombia. Ubicada en la altillanura de la Orinoquia colombiana.

## Economía
Se caracteriza por su llanura de tierras ácidas con extensos cultivos de maíz, soya, palma africana y pozos petroleros. 

## Demografía
Su nivel demográfico ha venido aumentando los últimos años a causa de los reasentamientos proveniente de familias que vivían en haciendas cercanas como "El Brasil" y de otros municipios del sur del Meta.
Además, en los últimos años se ha vuelto conocida por la colonia de menonitas provenientes de México que habitan cercan a este centro poblado.